# アヴィラ (芸能プロダクション)
株式会社アヴィラは東京都品川区に本社を置く、日本の芸能プロダクションである。

## 概要
2008年3月31日に、アバンギャルドとの業務統合により、同社の所属タレントが移籍している。そのため、所属タレントの大半はアバンギャルドからの移籍である。
2010年からは芸能育成機関、 AVILLA STAGE を開設する。また「シンデレラ＆プリンス・コンテスト」を開催、それまでのスカウト主体のタレント獲得から募集形式で新人タレントを獲得している。「第1回シンデレラ＆プリンス・コンテスト」の最優秀グランプリ受賞者である山上愛を含め、10代前半のタレントを増やしたり、男性タレントの発掘に力をいれている。2011年夏には中学生限定での特別オーディションを開催した。
それまでは、浜田翔子など多数のグラビアアイドルを輩出した事務所だったが、現在は重盛さと美や山川恵里佳、クリス松村、ものまね芸人のミラクルひかるなど多彩なタレントが在籍し活躍している。
新人開発としてはAVILLA STAGEから高橋ひかる、坂口拓嗣、立花このみなどを昇格させた。現在はグラビアのみならず俳優、声優、お笑い、ものまね、モデルなど、男女問わず幅広く様々なジャンルのタレントの発掘に力を注いでる。

## 沿革
- 1989年 - 東京都品川区に牧野昌哉がアバンギャルドを創業する。
- 2008年3月6日 - 東京都港区白金台に株式会社AVILLAを設立する。
- 2010年10月1日 - 東京都港区港南にAVILLA STAGE新設、開校する。
- 2011年1月1日 - 東京都港区東新橋にAVILLA STAGEレッスンスタジオを開設する。
- 2015年3月1日 - AVILLA STAGEの汐留スタジオを機能的に改装しリニューアルオープンする。
- 2015年12月1日 - 本社を港区白金台から品川区上大崎へ移転する。

## 所属タレント
- 礒部希帆
- 奥泉奏（キプリスモルホォ）（ももいろオムライス）
- 片山しおり（キプリスモルホォ）
- クリス松村
- 栗原みさ
- 佐藤じゅきな（キプリスモルホォ）
- 重盛さと美
- 篠原冴美
- 嶋村瞳
- 立花このみ
- 中野のぞみ（ももいろオムライス）
- ふじきイェイ!イェイ!
- ミラクルひかる
- 山川恵里佳

## 移籍タレント（かつての所属タレント）
- 朝川ことみ
- 浅木一華
- アレン（退社⇒フリー）
- 新井花菜
- 井尚美
- 石井美帆
- 和泉ひより
- 市川みか
- 井上りさ
- 岩科桜恋
- 植草真由美
- 宇恵さやか
- 上杉弘美
- 上野まな
- 臼坂まゆ
- 西ノ入菜月（内田菜月として活動。2018年より仙台放送アナウンサー）
- 江頭ひなた
- 小笠原萌
- 小熊絵理
- 小倉優子（プラチナムプロダクションへ移籍）
- 織田まな
- 織田りか
- 鬼塚綾子
- 折原みか
- 小林かれん（結婚⇒引退）
- 海川ひとみ（⇒引退）
- 上林英代
- 加賀彩美
- 唐沢りん
- 神田茉里奈
- 神田蘭
- 北村ひとみ（現:水樹たま）
- 桐野澪
- 久宥茜
- 倉口桃
- さいとう雅子
- 坂口杏里（⇒引退）
- 阪口拓嗣
- 桜井えれな
- 佐々木絵里
- 佐々木梨絵
- 佐藤ゆりな（⇒引退）
- 里佳津乃
- 白石幸姫
- 白河理子
- 関根彩蘭
- 瀬戸奈月
- 高橋ひかる
- 高橋まい
- 高松みわ
- 高山未帆
- 橘未憂
- 辰巳シーナ
- 千代谷美穂
- 津田菜都美
- 中野凜
- 菜々川唯
- 浜崎慶美
- 浜田翔子
- 雛田みか
- 藤崎奈々子（OFFICE Meguへ移籍）
- 東條ナナ
- 藤原亜紀乃
- 前山奈津巴
- 槙原あこ
- 松田ちい
- 眞鍋かをり（ノースプロダクションへ移籍）
- 三井涼子（現:吉田早希⇒PPエンタープライズへ移籍）
- 本橋優華（ファッションデザイナーに転身）
- 森ともみ （2010年に引退後、2012年にセントラルジャパンに所属し活動を再開）
- 屋上けい
- 柳恵梨菜
- 山内芹那
- 山上愛
- 山口愛実
- 山本サユリ
- 湯本美咲
- 渡辺奨子